# Våriris
Våriris (Iris reticulata) är en  växtart inom familjen irisväxter.

## Beskrivning[1]
Jorddelen är en knöl. Bladen liknar grässtrån. Blommans kalkblad är lilablå med en gul fläck i mitten. Vid blomningstiden, som i Sverige inträffar mars – april, är växten ca 15 cm hög, men bladen fortsätter att växa även därefter tills de blir ca 30 cm höga. Sedan vissnar de.

## Utbredning och habitat
Våriris växer vild i tempererade delar av västra Asien, från Turkiet till Iran, och växter där i bergstrakter i de Hyrkaniska skogarna, utefter Kaspiska havets södra kust. Den odlas även över stora delar av den tempererade regionen.

## Odling
Den är en tålig växt i odlingszonerna I–III. Plantering bör ske på hösten, varvid rotknölen sätts cirka 10 cm djupt. Den förederar soliga platser, på stenig mark som torkar ut helt sommartid. Den är inte speciellt härdig, men kan tåla kraftig frost under kortare perioder.

### Sorter i handeln
Det finns ett flertal namnsorter i odling med osäker härstamning. De förs dock vanligen till Iris reticulata-gruppen. Det finns även ett antal varieteter som ibland även beskrivs som underarter
Arten kan delas in i tre underarter:
- Iris reticulata var. bakeriana, som även beskrivs som arten Iris bakeriana eller underarten  Iris reticulata bakeriana
- subsp. kurdica[källa behövs]
- subsp. reticulata[källa behövs]

För vetenskapliga synonymer, se Wikispecies.